# Wang Ximeng
Wang Ximeng (王希孟; 1096–1119) was een Chinees kunstschilder in de Song-periode. Hij was in de schilderkunst onderwezen door keizer Song Huizong en behoorde in zijn tijd tot de meest gerenommeerde hofschilders van het keizerlijk huis.

## Duizend li van rivieren en bergen
Er is slechts één werk van Wang Ximeng bewaard gebleven, getiteld Duizend li van rivieren en bergen (千里江山). Het is een shan shui-landschap in de blauwgroene landschapsstijl, uitgevoerd in gewassen inkt en pigmenten op zijde en bevestigd op een handrol van 11,9 meter. Wang voltooide het schilderij in 1113 toen hij slechts achttien jaar oud was. Het werk behoort tot de langste Chinese handrollen die bewaard zijn gebleven en wordt door kunsthistorici beschouwd als een van de belangrijkste werken in de Chinese kunst. De handrol bevindt zich in de permanente collectie van het Paleismuseum van de Verboden Stad in Peking.
- Gemeinsame Normdatei: 1065416520
- International Standard Name Identifier: 0000 0000 5010 9785
- Library of Congress Control Number: nr2006014998
- Virtual International Authority File: 73816153
- WorldCat: E39PBJfCw6wMff4TQ4fhBk4rMP